# Chiesa di San Tommaso Apostolo (San Tomè)
La chiesa di San Tommaso Apostolo è la chiesa parrocchiale della frazione di Forlì chiamata San Tomè, a cui dà il nome mediante una deformazione dialettale che a volte dà anche esito in San Cosmè.

## Storia
La chiesa ha probabilmente origini antiche, ma non se ne conosce la storia prima di una ristrutturazione che avvenne nel 1885 a opera del parroco don Achille Borghetti. La chiesa subisce danni durante la seconda guerra mondiale, ma non così pesanti come altre chiese della zona. 

## Descrizione

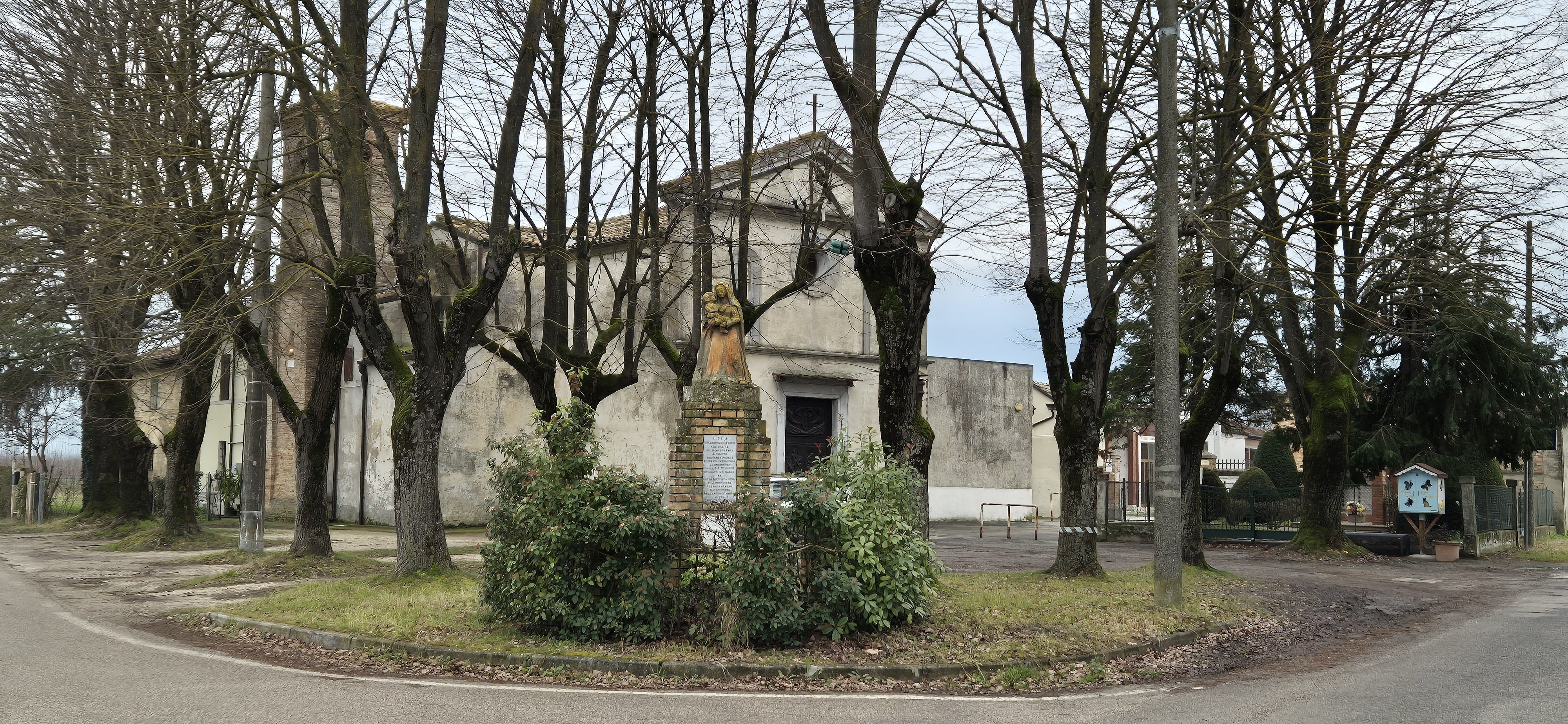
Chiesa di San Tommaso Apostolo a San Tomè, Forlì esterno

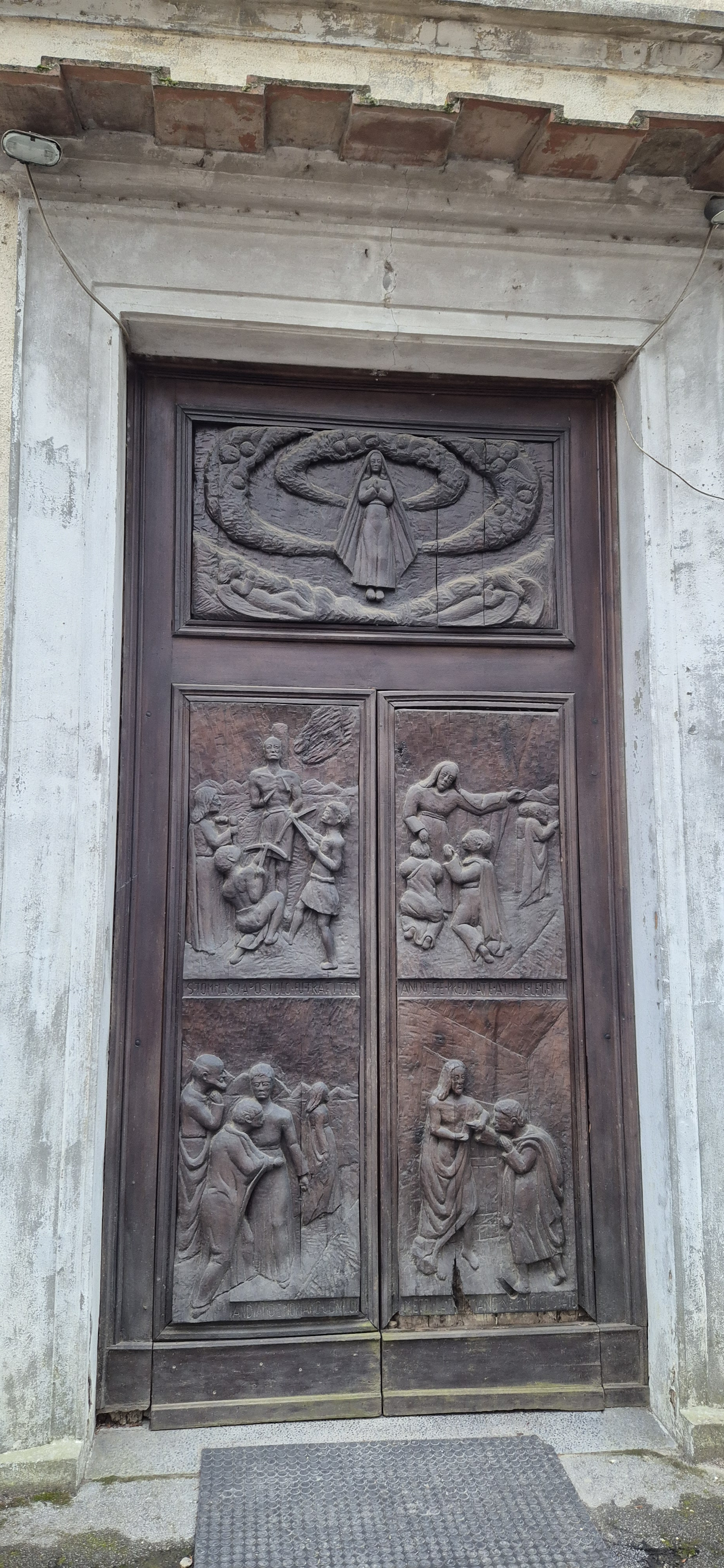
Chiesa di San Tommaso Apostolo a San Tomè, Forlì (portale)

La chiesa appare di forme semplici con facciata di due colori a intonaco giallino e decorazioni in pietra grigia. Sul davanti una piccola finestra tondeggiante è affiancata da due decorazioni allungate terminanti ad arco. Il portale in legno presenta un rilievo con le storie del Santo titolare divise in quattro episodi: il primo in basso a sinistra riporta le parole di Tommaso "andiamo a morire con lui", frase pronunciata quando i discepoli tornano in Giudea nonostante l'ostilità degli Ebrei, poi a destra c'è l'episodio dell'Incredulità, sopra a destra Cristo dà mandato di predicazione ai suoi e infine a sinistra si vede il martirio di San Tommaso, trafitto, in questo caso da frecce di balestre (tratta da un apocrifo, gli Atti di Tommaso, dove però viene trafitto da una lancia). In cima si trova invece, come unica forma rettangolare, la raffigurazione di Maria in cielo fra angeli. 

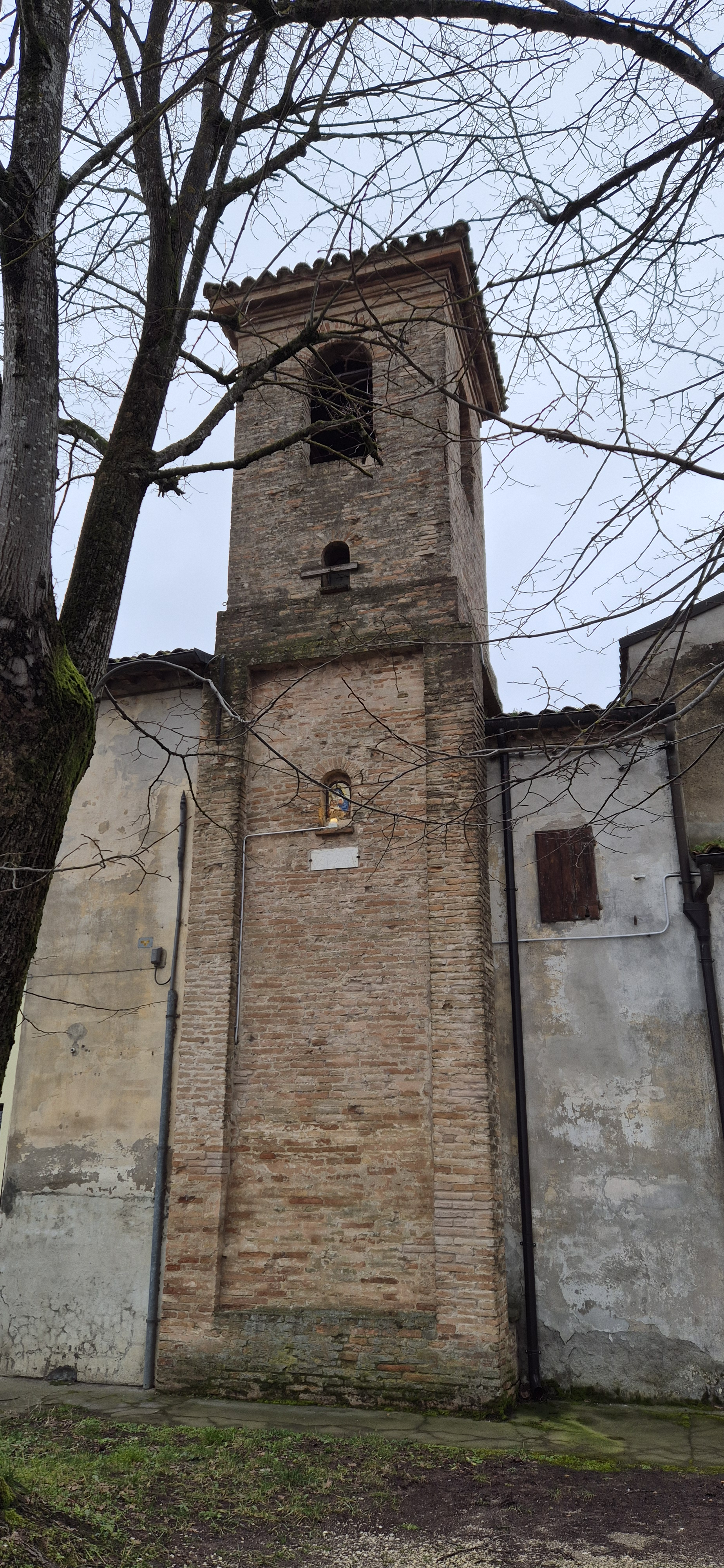
Chiesa di San Tommaso Apostolo a San Tomè, Forlì (campanile)

A lato della chiesa a sinistra si trova il campanile in mattoni, di semplice forma parallelepipeda, con una monofora per lato. Su di esso si trova una piccola nicchia in cui è collocata un'immagine della Madonna in ceramica dipinta. 
Di fronte alla chiesa è presente una statua della Madonna realizzata in terracotta, ricordo della Peregrinatio Mariae della Madonna del Fuoco del 1949.
Vicino alla chiesa è presente un cimitero e un monumento ai caduti delle due guerre, come in gran parte delle chiese della frazioni di Forlì di questa zona.
Nell'interno sono presenti quattro altari.